# Symplecta peayi
Symplecta peayi är en tvåvingeart som först beskrevs av Alexander 1948.  Symplecta peayi ingår i släktet Symplecta och familjen småharkrankar. Inga underarter finns listade i Catalogue of Life.